# 莫達明 (愛荷華州)
蒙達明（英語：Mondamin）是一個位於美國愛荷華州哈里森縣的城市。

## 地理
蒙達明的座標為41°42′35″N 96°01′16″W / 41.70972°N 96.02111°W，而該地的平均海拔高度為312米（即1024英尺）。

## 人口
根據2010年美國人口普查的數據，蒙達明的面積為1.17平方千米，當中陸地面積為1.17平方千米，而水域面積為0.00平方千米。當地共有人口402人，而人口密度為每平方千米343人。